# Giacomini
Giacomini é um apelido de família da onomástica da língua italiana derivado do prenome "Giacomo" (em português Jacó ou Tiago).
O sobrenome Giacomini é bastante difundido em todo centro-norte da Itália, todavia com baixíssima freqüência no sul e nas ilhas (Sicília e Sardenha).